# Greatest Hits... So Far!!!
Greatest Hits... So Far!!! är Pinks första samlingsalbum. Albumet släpptes i tre olika utgåvor. Två av dessa innehåller tre nya låtar och en innehåller fyra nya låtar och då är första singeln från albumet "Raise Your Glass" inräknad. Släpps även i en standardutgåva och i en deluxeutgåva. Deluxeutgåvan innehåller en CD och en DVD. Det är brittiska utgåvan som släpptes i Sverige.

## Låtlista
Amerikanska utgåvan
1. Get The Party Started (från albumet Missundaztood) (Linda Perry) - 3:12
2. There You Go (från albumet Can't Take Me Home) (Kevin "She'kspere" Briggs, Kandi Burruss, Pink) - 3:26
3. Don't Let Me Get Me (från albumet Missundaztood) (Dallas Austin, Pink) - 3:31
4. Just Like A Pill (från albumet Missundaztood) (Dallas Austin, Pink) - 3:57
5. Family Portrait (från albumet Missundaztood) (Pink, Scott Storch) - 4:56
6. Trouble (från albumet Try This) (Tim Armstrong, Pink) - 3:13
7. Stupid Girls (från albumet I'm Not Dead) (Pink, Billy Mann, Robin Mortensen Lynch) - 3:34
8. Who Knew (från albumet I'm Not Dead) (Pink, Max Martin, Lukasz Gottwald) - 3:28
9. U + Ur Hand (från albumet I'm Not Dead) (Pink, Max Martin, Lukasz Gottwald, Rami) - 3:34
10. Dear Mr. President med Indigo Girls (från albumet I'm Not Dead) (Pink, Billy Mann) - 4:33
11. So What (från albumet Funhouse) (Pink, Max Martin, Shellback) - 3:35
12. Sober (från albumet Funhouse) (Pink, Nathaniel Hills, Kara DioGuardi, Marcella Ariaca) - 4:11
13. Please Don't Leave Me (från albumet Funhouse) (Pink, Max Martin) - 3:52
14. Funhouse (från albumet Funhouse) (Pink, Tony Kanal, Jimmy Harry) - 3:25
15. I Don't Believe You (från albumet Funhouse) (Pink, Max Martin) - 4:36
16. Glitter In The Air (från albumet Funhouse) (Pink, Billy Mann) - 3:45
17. Raise Your Glass (ny låt) (Pink, Max Martin, Shellback) - 3:24
18. Fuckin' Perfect (ny låt) (Pink, Max Martin, Shellback) - 3:32
19. Heartbreak Down (ny låt) (Pink, Butch Walker) - 3:21

Internationella utgåvan
1. Get The Party Started (från albumet Missundaztood) (Linda Perry) - 3:12
2. There You Go (från albumet Can't Take Me Home) (Kevin "She'kspere" Briggs, Kandi Burruss, Pink) - 3:26
3. Don't Let Me Get Me (från albumet Missundaztood) (Dallas Austin, Pink) - 3:31
4. Just Like A Pill (från albumet Missundaztood) (Dallas Austin, Pink) - 3:57
5. Family Portrait (från albumet Missundaztood) (Pink, Scott Storch) - 4:56
6. Trouble (från albumet Try This) (Tim Armstrong, Pink) - 3:13
7. Stupid Girls (från albumet I'm Not Dead) (Pink, Billy Mann, Robin Mortensen Lynch) - 3:34
8. Who Knew (från albumet I'm Not Dead) (Pink, Max Martin, Lukasz Gottwald)  - 3:28
9. U + Ur Hand (från albumet I'm Not Dead) (Pink, Max Martin, Lukasz Gottwald, Rami)  - 3:34
10. Dear Mr. President med Indigo Girls (från albumet I'm Not Dead) (Pink, Billy Mann) - 4:33
11. Leave Me Alone (I'm Lonely) (från albumet I'm Not Dead) (Pink, Butch Walker) - 3:19
12. So What (från albumet Funhouse) (Pink, Max Martin, Shellback) - 3:35
13. Sober (från albumet Funhouse) (Pink, Nathaniel Hills, Kara DioGuardi, Marcella Ariaca) - 4:11
14. Please Don't Leave Me (från albumet Funhouse) (Pink, Max Martin)   - 3:52
15. Bad Influence (från albumet Funhouse) (Pink, Billy Mann, Butch Walker, Robin Mortensen Lynch, Niklas Olovson) - 3:36
16. Funhouse (från albumet Funhouse) (Pink, Tony Kanal, Jimmy Harry) - 3:25
17. I Don't Believe You (från albumet Funhouse) (Pink, Max Martin) - 4:36
18. Whataya Want From Me (ny låt) (Max Martin, Shellback, Pink) - 3:46
19. Raise Your Glass (ny låt) (Pink, Max Martin, Shellback) - 3:23
20. Fuckin' Perfect (ny låt) (Pink, Max Martin, Shellback) - 3:32
21. Heartbreak Down (ny låt) (Pink, Butch Walker) - 3:21

Brittiska utgåvan
1. Get The Party Started (från albumet Missundaztood) (Linda Perry) - 3:12
2. There You Go (från albumet Can't Take Me Home) (Kevin "She'kspere" Briggs, Kandi Burruss, Pink) - 3:26
3. You Make Me Sick (från albumet Can't Take Me Home)(Brainz Dimilo, Anthony President, Mark Tabb)- 4:08
4. Don't Let Me Get Me (från albumet Missundaztood) (Dallas Austin, Pink) - 3:31
5. Just Like A Pill (från albumet Missundaztood) (Dallas Austin, Pink) - 3:57
6. Family Portrait (från albumet Missundaztood) (Pink, Scott Storch) - 4:56
7. Trouble (från albumet Try This) (Tim Armstrong, Pink) - 3:13
8. Stupid Girls (från albumet I'm Not Dead) (Pink, Billy Mann, Robin Mortensen Lynch) - 3:34
9. Who Knew (från albumet I'm Not Dead) (Pink, Max Martin, Lukasz Gottwald)  - 3:28
10. U + Ur Hand (från albumet I'm Not Dead) (Pink, Max Martin, Lukasz Gottwald, Rami)  - 3:34
11. Dear Mr. President med Indigo Girls (från albumet I'm Not Dead) (Pink, Billy Mann) - 4:33
12. So What (från albumet Funhouse) (Pink, Max Martin, Shellback) - 3:35
13. Sober (från albumet Funhouse) (Pink, Nathaniel Hills, Kara DioGuardi, Marcella Ariaca) - 4:11
14. Please Don't Leave Me (från albumet Funhouse) (Pink, Max Martin)   - 3:52
15. Bad Influence (från albumet Funhouse) (Pink, Billy Mann, Butch Walker, Robin Mortensen Lynch, Niklas Olovson) - 3:36
16. Funhouse (från albumet Funhouse) (Pink, Tony Kanal, Jimmy Harry) - 3:25
17. Raise Your Glass (ny låt) (Pink, Max Martin, Shellback) - 3:23
18. Fuckin' Perfect (ny låt) (Pink, Max Martin, Shellback) - 3:32
19. Heartbreak Down (ny låt) (Pink, Butch Walker) - 3:21

## Singlar
- Raise Your Glass
- Fuckin' Perfect
- Heartbreak Down